# تکستن (میسیسیپی)
تکستن (به انگلیسی: Thaxton) شهرکی در ایالت میسیسیپی کشور ایالات متحده آمریکا است که جمعیت آن در سرشماری سال ۲۰۱۰ میلادی، ۶۴۳
نفر بوده‌است.